# خورخه سولاری
خورخه سولاری (اسپانیایی: Jorge Solari‎؛ زادهٔ ۱۱ نوامبر ۱۹۴۱) بازیکن سابق و مربی اهل آرژانتین است.
وی سابقه بازی در تیم‌هایی همچون نیولز اولد بویز، ولز سارسفیلد، ریور پلاته و استودیانتس را در کارنامه دارد

## تیم ملی
وی همچنین حضور در جام جهانی فوتبال ۱۹۶۶ با تیم ملی فوتبال آرژانتین به عنوان بازیکن و جام جهانی فوتبال ۱۹۹۴ به عنوان سرمربی تیم ملی فوتبال عربستان را در کارنامه دارد.